# Psilocurus blascoi
Psilocurus blascoi är en tvåvingeart som beskrevs av Weinberg och Bachli 2001. Psilocurus blascoi ingår i släktet Psilocurus och familjen rovflugor.
Artens utbredningsområde är Spanien. Inga underarter finns listade i Catalogue of Life.